# Колаковские
Колаковские (пол. Kołakowski) — польский дворянский род герба Косцеша, восходящий к началу XV века и принявший фамилию от имения Колаки в Ломжинской земле.
От Колаковских происходит род Циборовских, отделившийся в середине того же XV века. В конце XV века Колаковские поселились также в Инфлянтах. Полковник польских войск Иосиф Степанович Колаковский отличился под Веной (1683), за что был пожалован имением. Колаковские были внесены в VI часть родословной книги Витебской губернии.
Имелся также ещё род Колаковских герба Трубы, восходящий к середине XVIII века, который был внесён в I часть родословной книги Ковенской губернии.